# Brignon
Brignon är en kommun i departementet Gard i regionen Occitanien i södra Frankrike. Kommunen ligger i kantonen Vézénobres som tillhör arrondissementet Alès. År 2022 hade Brignon 713 invånare.

## Befolkningsutveckling
Antalet invånare i kommunen Brignon
Referens:INSEE